# Aljona Leonova
Aljona Igorevna Leonova (Russisch: Алёна Игоревна Леонова) (Leningrad, 23 november 1990) is een Russisch kunstschaatsster. Ze vertegenwoordigde haar vaderland op de Olympische Winterspelen 2010 in Vancouver en werd er negende bij de vrouwen.

## Biografie
De Russische Leonova werd op 23 november 1990 in het toenmalige Leningrad, nu Sint-Petersburg geheten, geboren. Ze begon op ongeveer vierjarige leeftijd met schaatsen. Haar moeder zag een aankondiging over kunstschaatslessen en meldde alle drie haar kinderen ervoor aan. Leonova's jongere broer en zus stopten met kunstschaatsen, maar zij ging ermee door. Ze won in 2007 en 2008 de zilveren medaille bij de NK junioren en werd wereldkampioene bij de junioren in 2009. Vanaf datzelfde jaar werd Leonova, die tweemaal zilver en eenmaal brons won bij de Russische nationale kampioenschappen, regelmatig uitgezonden naar de EK's en WK's. In 2010 mocht Leonova Rusland vertegenwoordigen op de Olympische Winterspelen in Vancouver. Daar werd ze negende bij de vrouwen. Haar beste prestaties zijn een tweede plaats bij de WK 2012 en vierde plaatsen bij de WK 2011, EK 2009 en EK 2014.
Leonova huwde in april 2019 met kunstschaatser Anton Sjoelepov.

## Belangrijke resultaten
| Kampioenschap           | 06/07  | 07/08  | 08/09 | 09/10         | 10/11         | 11/12         | 12/13         | 13/14         | 14/15         | 15/16         | 16/17         | 17/18         | 18/19         |
| ----------------------- | ------ | ------ | ----- | ------------- | ------------- | ------------- | ------------- | ------------- | ------------- | ------------- | ------------- | ------------- | ------------- |
| Olympische Spelen       |        |        |       | 9e            |               |               |               |               |               |               |               |               |               |
| Wereldkampioenschap     |        |        | 7e    | 13e           | 4e            | Zilver        | 13e           |               |               |               |               |               |               |
| Europees kampioenschap  |        |        | 4e    | 7e            | 5e            | 7e            |               | 4e            |               |               |               |               |               |
| Grand Prix-finale       |        |        |       | 6e            |               | Brons         |               |               |               |               |               |               |               |
| Nationaal kampioenschap | 7e     | 7e     | 5e    | Zilver        | Zilver        | Brons         | 7e            | 5e            | 7e            | 9e            | 13e           | 15e           | 12e           |
| WK junioren             | 12e    | 6e     | Goud  | geen deelname | geen deelname | geen deelname | geen deelname | geen deelname | geen deelname | geen deelname | geen deelname | geen deelname | geen deelname |
| NK junioren             | Zilver | Zilver |       | geen deelname | geen deelname | geen deelname | geen deelname | geen deelname | geen deelname | geen deelname | geen deelname | geen deelname | geen deelname |